# 実証研究
実証研究（じっしょうけんきゅう、英語：empirical research）は、直接的な観察や経験によって知識を得る方法である。
経験的証拠は、質的、量的に分析され得る。証拠の定量化や、質的にその筋を通すことで、研究者は経験的な質問に答えることができる。通常はデータと呼ばれる証拠を集め、明確に定義や回答を行う。研究計画は、分野や調査される疑問によって異なるが、多くの研究者は、社会科学や教育の研究室で研究出来ない問いかけに対し、より良い答えを出すために質的、量的分析を組み合わせている。

## 実証サイクル

デ・フロートによる実証サイクル

| 観察（Observation） | 経験的事実を集めてまとめる; 仮説を形成する                               |
| 帰納（Induction）   | 個々の事例から一般的な結論を見出す; 仮説を策定する                       |
| 演繹（Deduction）   | 仮説の原理から個々の事例を推論する; 試験可能な予測として仮説の結論を試す |
| 検証（Testing）     | 新しい経験的素材で仮説を検証する                                         |
| 評価（Evaluation）  | 検証の結果を評価する                                                     |